# Улица Мичурина (Владикавказ)
Улица Мичурина — улица во Владикавказе, Северная Осетия, Россия. Находится в Промышленном муниципальном округе между улицами Иристонской и Тельмана. Начинается от Иристонской улицы.
Улица Мичурина пересекается с улицами Хазнидонской, Остаева, Николаева, Матросова, Нахимова и Ушакова. От улицы Мичурина начинаются улицы Садонская улица, Чайковского, Черняховского, Моздокская, Чехова и Крылова. На улице Мичурина заканчивается Зарамагский переулок.
Улица названа именем советского учёного-селекционера Ивана Владимировича Мичурина.
Улица образовалась в довоенное время. 10 мая 1949 года горисполком Дзауджикау присвоил улице, которая проходила на восток от Беслановского шоссе, на северной стороне в пределах кварталов 567, 568, 750, 751 и 752, на юге в пределах кварталов 753, 754, 755, 756, 757, 758 и участка завода «Победит», наименование «Улица Мичурина».